# Halosicyos ragonesei
Halosicyos ragonesei là một loài thực vật có hoa trong họ Cucurbitaceae. Loài này được Mart. Crov. mô tả khoa học đầu tiên năm 1947.